# Чока
Чока (мађ. Csóka) је градско насеље и седиште истоимене општине у Севернобанатском округу. Према попису из 2022. било је 3.119 становника.
Овде се налазе Римокатоличка црква у Чоки, Српска православна црква у Чоки и Дворац Ледерер.

## Прошлост
Чока је 1764. године постала православна парохија у Чанадском протопрезвитерату.
Аустријски царски ревизор Ерлер је 1774. године у свом извештају констатовао да место "Чоха" припада Тамишком округу, Чанадског дистрикта. Становништво је било српско. Када је 1797. године пописан православни клир ту су три свештеника. Пароси, поп Атанасије Мијић (рукоп. 1759) знао је само српски језик, а поп Максим Николајевић (1779) поред српског и румунски језик. Његов сродник, млади капелан Алексије Николајевић (1795) знао је српски и мађарски језик.
Ледерерово имање се 1938. описује у суперлативима: 200 хектара винограда, огромни свињци са 15.000 комада, хиљаде волова, 400 хектара засејано цвећем, чије се семе извози у Енглеску, подруми за вино капацитета преко милион литара, електрична централа, фабрике шпиритуса и за прераду меса...

## Демографија
У насељу Чока живи 3799 пунолетних становника, а просечна старост становништва износи 40,4 година (38,6 код мушкараца и 42,1 код жена). У насељу има 1802 домаћинства, а просечан број чланова по домаћинству је 2,61.
Становништво у овом насељу веома је нехомогено, а у последња три пописа, примећен је пад у броју становника.
|  |

| Демографија | Демографија | Демографија |
| Година      | Становника  | Становника  |
| ----------- | ----------- | ----------- |
| 1948.       | 4.115       |             |
| 1953.       | 4.342       |             |
| 1961.       | 4.770       |             |
| 1971.       | 5.214       |             |
| 1981.       | 5.414       |             |
| 1991.       | 5.244       | 5.187       |
| 2002.       | 4.707       | 4.839       |
| 2011.       | 4.028       |             |

| Етнички састав према попису из 2011.‍ | Етнички састав према попису из 2011.‍ | Етнички састав према попису из 2011.‍ | Етнички састав према попису из 2011.‍ | Етнички састав према попису из 2011.‍ |
| ------------------------------------ | ------------------------------------ | ------------------------------------ | ------------------------------------ | ------------------------------------ |
|                                      |                                      |                                      |                                      |                                      |
| Мађари                               | Мађари                               |                                      | 2.240                                | 55,61%                               |
| Срби                                 | Срби                                 |                                      | 1.449                                | 35,97%                               |
| Роми                                 | Роми                                 |                                      | 57                                   | 1,41%                                |
| Југословени                          | Југословени                          |                                      | 55                                   | 1,36%                                |
| Хрвати                               | Хрвати                               |                                      | 24                                   | 0,59%                                |
| Муслимани                            | Муслимани                            |                                      | 15                                   | 0,35%                                |
| Албанци                              | Албанци                              |                                      | 9                                    | 0,22%                                |
| Словаци                              | Словаци                              |                                      | 9                                    | 0,22%                                |
| Црногорци                            | Црногорци                            |                                      | 9                                    | 0,22%                                |
| Македонци                            | Македонци                            |                                      | 8                                    | 0,19%                                |
| Словенци                             | Словенци                             |                                      | 7                                    | 0,17%                                |
| Горанци                              | Горанци                              |                                      | 5                                    | 0,12%                                |
| Немци                                | Немци                                |                                      | 5                                    | 0,12%                                |
| Буњевци                              | Буњевци                              |                                      | 3                                    | 0,07%                                |
| Румуни                               | Румуни                               |                                      | 1                                    | 0,02%                                |
| Руси                                 | Руси                                 |                                      | 1                                    | 0,02%                                |
| Украјинци                            | Украјинци                            |                                      | 1                                    | 0,02%                                |
| остали                               | остали                               |                                      | 8                                    | 0,19%                                |
| Регионална припадност                | Регионална припадност                |                                      | 24                                   | 0,59%                                |
| неизјашњени                          | неизјашњени                          |                                      | 128                                  | 3,17%                                |
| непознато                            | непознато                            |                                      | 15                                   | 0,37%                                |
| укупно: 4.028                        |                                      |                                      |                                      |                                      |

| Година пописа     | 1948. | 1953. | 1961. | 1971. | 1981. | 1991. | 2002. |
| ----------------- | ----- | ----- | ----- | ----- | ----- | ----- | ----- |
| Број домаћинстава | 1.192 | 1.342 | 1.524 | 1.799 | 1.906 | 1.890 | 1.802 |

| Број чланова      | 1   | 2   | 3   | 4   | 5  | 6  | 7 | 8 | 9 | 10 и више | Просек |
| ----------------- | --- | --- | --- | --- | -- | -- | - | - | - | --------- | ------ |
| Број домаћинстава | 430 | 495 | 389 | 362 | 97 | 22 | 3 | 3 | 0 | 1         | 2,61   |

| Пол    | Укупно | Неожењен/Неудата | Ожењен/Удата | Удовац/Удовица | Разведен/Разведена | Непознато |
| ------ | ------ | ---------------- | ------------ | -------------- | ------------------ | --------- |
| Мушки  | 1.879  | 530              | 1.185        | 77             | 75                 | 12        |
| Женски | 2.104  | 370              | 1.198        | 421            | 107                | 8         |
| УКУПНО | 3.983  | 900              | 2.383        | 498            | 182                | 20        |

| Пол    | Укупно                    | Пољопривреда, лов и шумарство | Рибарство                            | Вађење руде и камена | Прерађивачка индустрија       |
| ------ | ------------------------- | ----------------------------- | ------------------------------------ | -------------------- | ----------------------------- |
| Мушки  | 857                       | 287                           | 0                                    | 0                    | 273                           |
| Женски | 622                       | 110                           | 0                                    | 1                    | 193                           |
| УКУПНО | 1.479                     | 397                           | 0                                    | 1                    | 466                           |
| Пол    | Производња и снабдевање   | Грађевинарство                | Трговина                             | Хотели и ресторани   | Саобраћај, складиштење и везе |
| Мушки  | 23                        | 13                            | 55                                   | 16                   | 37                            |
| Женски | 13                        | 5                             | 49                                   | 10                   | 12                            |
| УКУПНО | 36                        | 18                            | 104                                  | 26                   | 49                            |
| Пол    | Финансијско посредовање   | Некретнине                    | Државна управа и одбрана             | Образовање           | Здравствени и социјални рад   |
| Мушки  | 6                         | 12                            | 59                                   | 32                   | 23                            |
| Женски | 12                        | 8                             | 45                                   | 67                   | 80                            |
| УКУПНО | 18                        | 20                            | 104                                  | 99                   | 103                           |
| Пол    | Остале услужне активности | Приватна домаћинства          | Екстериторијалне организације и тела | Непознато            | Непознато                     |
| Мушки  | 13                        | 0                             | 0                                    | 8                    | 8                             |
| Женски | 10                        | 1                             | 0                                    | 6                    | 6                             |
| УКУПНО | 23                        | 1                             | 0                                    | 14                   | 14                            |

## Име
Постоје 2 могуће теорије како је Чока добила своје име.
Прва и мање вероватна је да је име добила од птице Чока, док друга, која је вероватно тачна, нам говори да је име дато по првој породици која је населила Чоку почетком 13. века.